# Архитектурная бионика

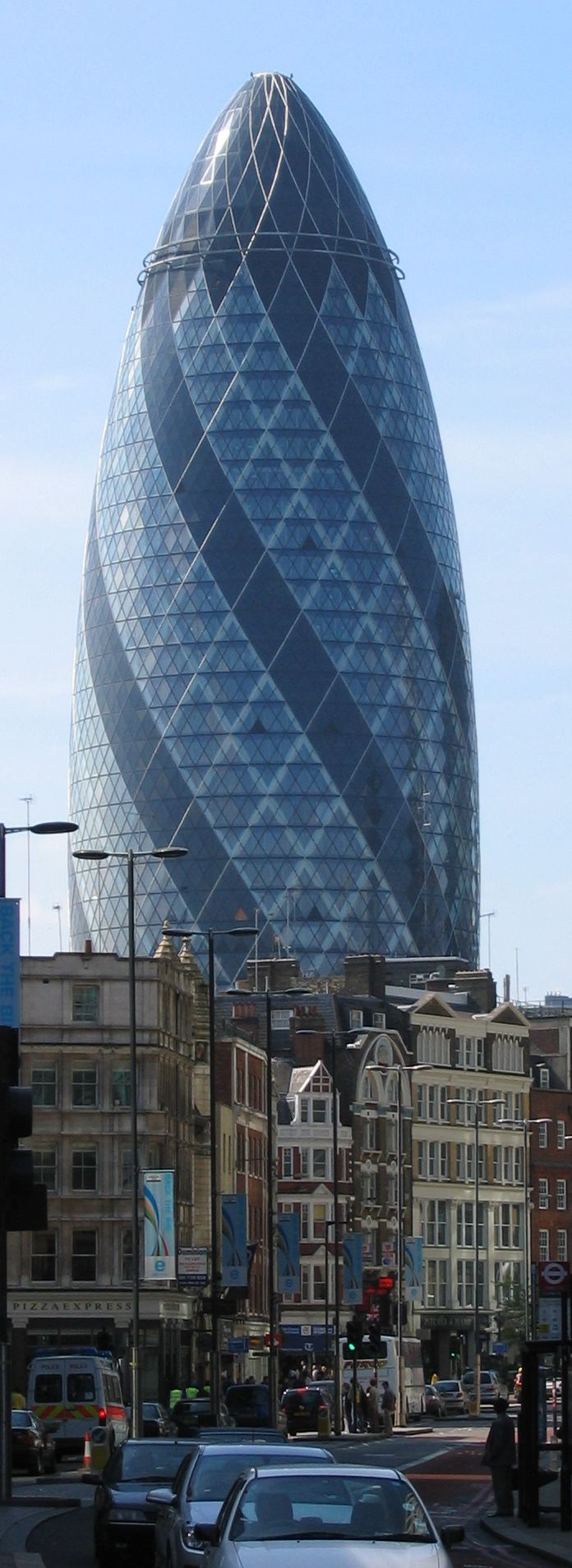
Лондонский «Огурец» (арх. Норман Фостер) называют манифестом био-тека

Архитектурная бионика, также био-тек, — архитектурный стиль, основанный на использовании в архитектуре принципов бионики — прикладной науки о применении в технических устройствах и системах принципов организации, свойств, функций и структур живой природы.
Био-тек использовался в советской архитектуре (как одно из направлений советского архитектурного модернизма), его основные положения, методы и задачи были сформулированы архитектором Ю. С. Лебедевым.

## Исторические сведения
В СССР как общая (техническая), так и архитектурная бионика начали развиваться в 1960 году в НИИ теории, истории архитектуры и строительной техники. Первой публикацией в СССР на тему архитектурной бионики можно считать статью архитекторов Ю. С. Лебедева и В. В. Зефельда «Конструктивные структуры в архитектуре и в растительном мире» (1962). Лебедев называл новое направление в архитектуре вначале «строительной бионикой», позже — «архитектурно-строительной бионикой», ещё позже — «архитектурной бионикой». В 1984 году при этом институте была организована ЦНИЭЛАБ — Центральная Научно-исследовательская и экспериментально-проектная лаборатория архитектурной бионики.

## Подходы и задачи
Основным методом архитектурной бионики является метод функциональных аналогий, основанный на сопоставлении принципов и средств формообразования живой природы и архитектуры. Основным практическим методом как бионики в целом, так и бионической архитектуры в частности, является моделирование, при этом в моделях, связанных с архитектурно-строительными задачами, сооружения и их обитатели рассматриваются как единая биотехническая система, живые и неживые элементы которой объединены общей целевой функцией.
Одной из задач, которые ставит перед собой архитектурная бионика, заключается в формировании гармоничного единства архитектуры и живой природы. Другая задача этого направления современной архитектуры — создание таких архитектурных форм, которые отличались бы красотой и гармонией, свойственной живой природе, и, одновременно, были бы функционально оправданы. Кроме того, для био-тека актуальным является поиск таких архитектурно-технических решений, которые позволяли бы использовать экологически чистые виды энергии — энергию солнца, ветра и т. п.
Одним из направлений исследовательской работы в СССР в области архитектурной бионики стало создание архитектурных проектов (особенно проектов мобильных зданий и сооружений) для районов с экстремальными климатическими условиями — на Крайнем Севере, в пустынных и горных местностях.
Архитектурная бионика находится в процессе становления, теория и исследовательские вопросы био-тека преобладают над градостроительной практикой. Главное внутреннее противоречие архитектурной бионики состоит в том, что консервативная прямоугольная планировка и конструктивная схема зданий противостоят биоморфным криволинейным формам, оболочкам и самоподобным фрактальным формам; в связи с этим одной из основных задач био-тека является экономически оправданное и эстетическое приемлемое решение этого противоречия.
Среди направлений исследований и экспериментов в архитектурной бионике можно выделить следующие:
- общая теория и методология архитектурной бионики;
- биоматериаловедение — изучение свойств биоматериалов и создание на их основе новых строительных материалов;
- биотектоника — изучение закономерностей, форм и строения живой материи с целью создания новых архитектурных конструкционных форм;
- бионическая архитектура — исследования с целью создания зданий и сооружений на основе «мудрости, логики и интуиции» живой природы;
- архитектурно-бионическая цитология — исследования и эксперименты в области применения в человеческой практике знаний о строении живой клетки и клеточных структур;
- бионическая урбанистика — исследования в области использования закономерностей живой природы в градостроительстве, а также и на более крупных территориях, чем отдельно взятые города;
- бионическая инфраструктура — исследования по применению бионики в области организации современной градостроительной инфраструктуры;
- архитектурно-бионическая экология — исследования в области обеспечения экологического равновесия архитектуры и природы[5].

## Сооружения в стиле био-тек
Среди наиболее известных сооружений в СССР, при создании которых были использованы «идеи» живой природы, — Останкинская телебашня (1960—1967), велотрек в Крылатском (1979), спортивный комплекс «Олимпийский», известный своей бионической крышей-мембраной (1980), а также здания бакинского кафе «Жемчужина» и его бишкекского аналога ресторана «Бермет».

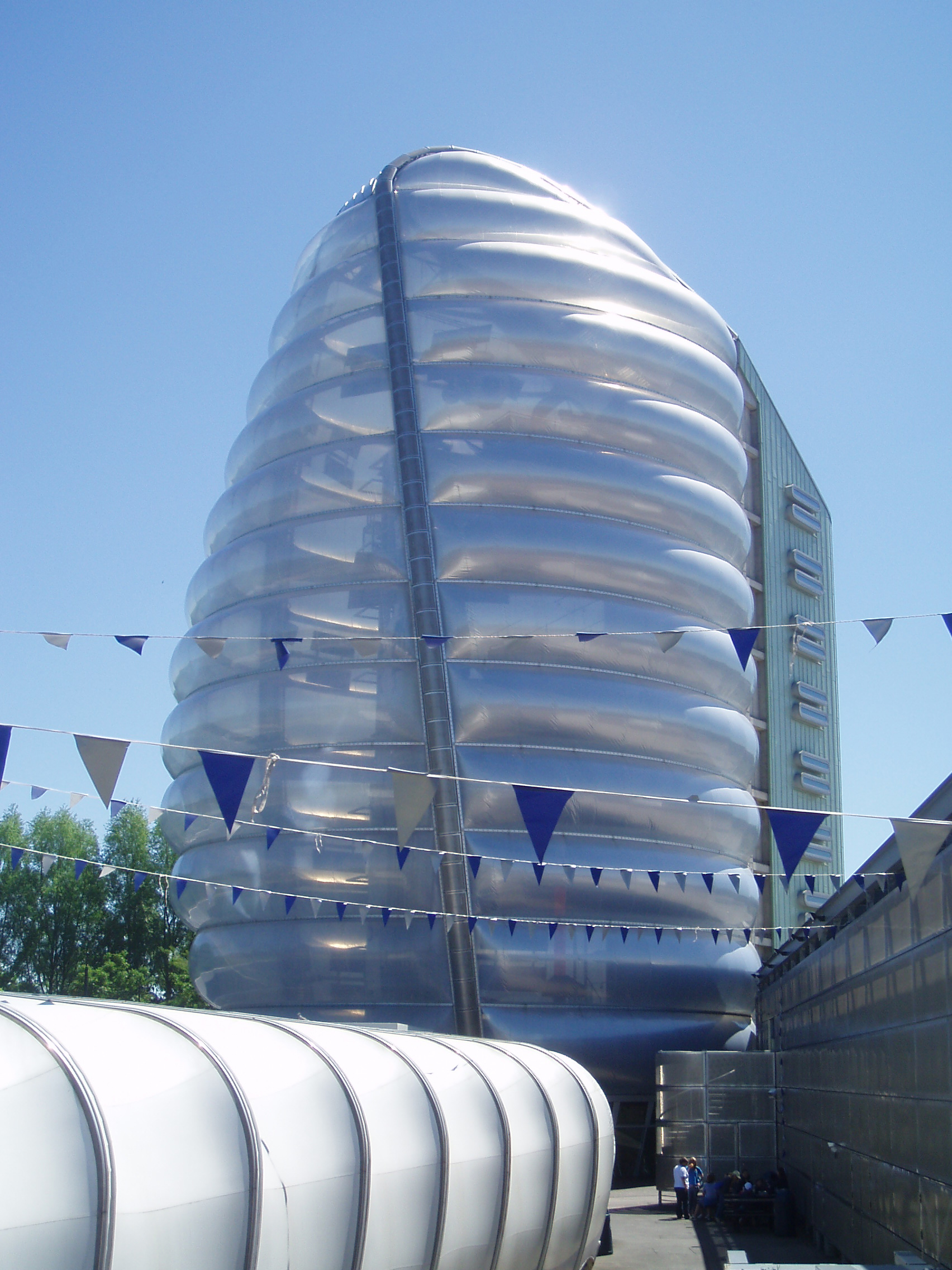
Национальный космический центр Великобритании (арх. Николас Гримшоу).
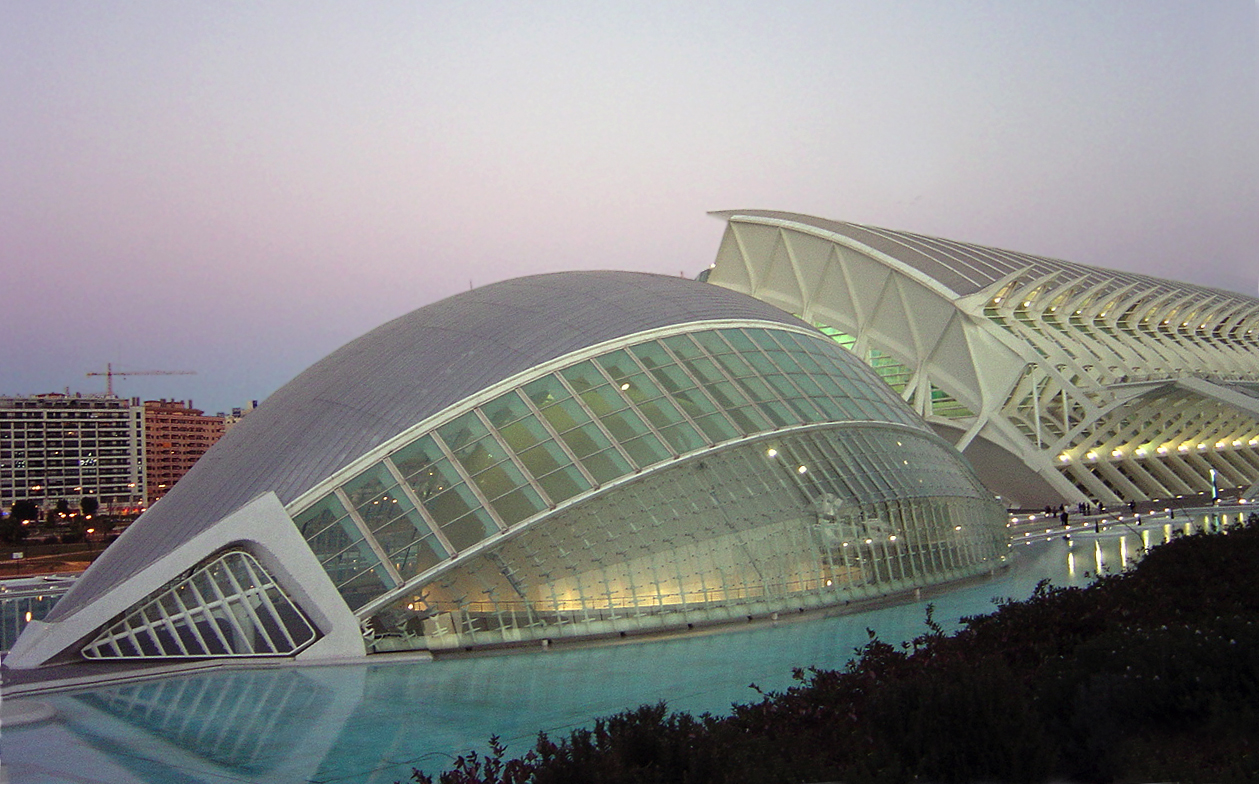
Город искусств и наук, Валенсия (арх. Сантьяго Калатрава)
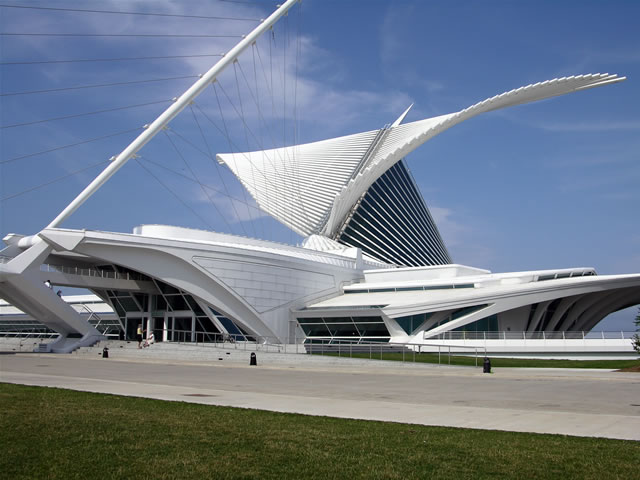
Художественный музей Милуоки (арх. Сантьяго Калатрава)
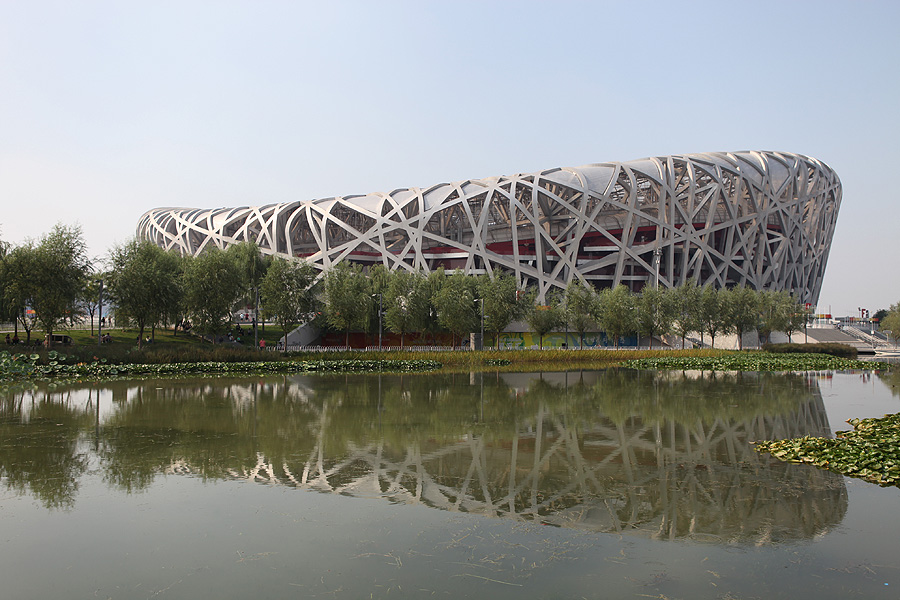
Национальный стадион, Пекин (архитектурное бюро «Херцог и де Мёрон»)